# Det bästa av Magnus Johansson
Det bästa av Magnus Johansson är ett samlingsalbum med låtar av Magnus Johansson, som släpptes 2002.

## Låtlista
| Nr           | Titel                                     | Längd   |
| ------------ | ----------------------------------------- | ------- |
| 1.           | Till himmelen                             | 4:37    |
| 2.           | Pojkarna som aldrig behövde sova          | 3:33    |
| 3.           | Slaktarens dotter                         | 4:47    |
| 4.           | Pappa är en flygkapten                    | 3:48    |
| 5.           | Magdalena tog morgontåget till Katmandu   | 4:02    |
| 6.           | Dom som forsöker sätta åt min vän         | 4:34    |
| 7.           | Vakna nu, Anneli                          | 3:38    |
| 8.           | Om jag hade en sparbanksbok               | 3:16    |
| 9.           | Lova att du väntar i gathörnet på mig     | 3:22    |
| 10.          | Jag drömde i natt att du gick bredvid mig | 5:44    |
| 11.          | Johannes                                  | 4:48    |
| 12.          | Marielouise, gå                           | 5:10    |
| 13.          | Vill du bli kysst?                        | 5:57    |
| 14.          | Det mörka i Susannas ögon                 | 5:16    |
| 15.          | Den där stan jag växte upp i              | 2:32    |
| 16.          | Lång väg                                  | 3:09    |
| 17.          | Solen & månens bröllop                    | 4:22    |
| 18.          | Dodge                                     | 5:23    |
| Total längd: | Total längd:                              | 1:17:58 |